# Стара Миява (річка)
Точніца (словац. Stará Myjava) — річка; права притока Мияви, протікає в окрузі Сениця.
Довжина приблизно 8,5—9,0 км. Витік знаходиться в масиві Хвойницькі пагорби. Впадає Обрадзновський потік.
Протікає територією сіл Дойч; Штефанов і міста Шаштін-Страже..